# Chogyal
Los Chogyal ("Reyes Dharma", en tibetano: ཆོས་རྒྱལ, wylie: chos rgyalཆོས་རྒྱལ; Wylie: chos rgyal, sánscrito: धर्मराज) eran los monarcas de los reinos de Sikkim y Ladaj, actualmente parte de la India, gobernados por ramas separadas de la dinastía Namgyal. El Chogyal era el monarca absoluto de Sikkim de 1642 a 1975, cuando la monarquía fue abolida y el pueblo votó en un referéndum para hacer Sikkim el 22º estado de India.

## Chogyal de Bután

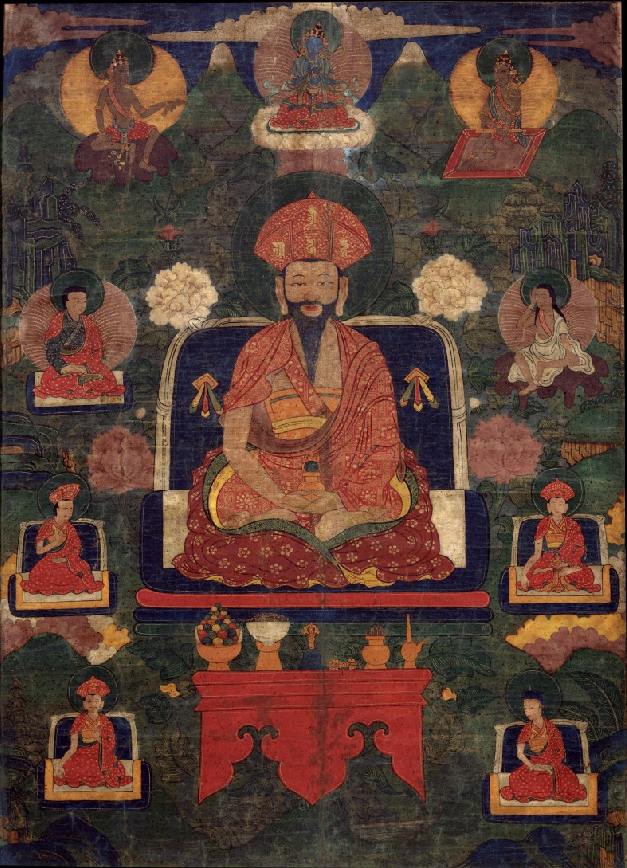
Obra de Shabdrung Ngawang Namgyal

En Bután, Chogyal "Rey Dharma" o "el rey Religioso" es un título cuál era también conferido a una clase especial gobernantes temporales y espirituales. En Bután, los Chogyal fueron dados el título respetuoso de Zhabdrung. En este contexto, el Chogyal era una reencarnación reconocida (o sucesión de reencarnaciones) de Shabdrung Ngawang Namgyal, el fundador Tibetano del siglo XVII, nacido de Bután. Una posición de importancia suprema, el Chogyal bhutanés estaba por encima de ambos el Je Khenpo, la autoridad monástica más alta, y el Deb Raja o Druk Desi, el gobernante temporal más alto. Había dos líneas principales de encarnaciones Shabdrung en Bután.

## Historia

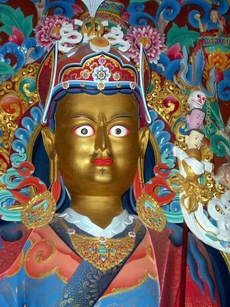
Estatua de Padmasambhava o Gurú Rinpoche

De 1642 a 1975, Sikkim fue gobernado por la Monarquía Namgyal (también llamada la Monarquía Chogyal), fundada por los descendientes de quinta-generación de Gurú Tashi, un príncipe de la Casa Minyak quien vino a Sikkim del distrito Kham de Tíbet. Chogyal Significa 'gobernante justo', y era el título conferido a los reyes budistas de Sikkim durante el reinado de la Monarquía Namgyal.
El reinado del Chogyal fue predicho por el patrón de Sikkim, Gurú Rinpoche. El santo del siglo VIII había pronosticado la regla de los reyes cuando llegó en el estado. En 1642, Chogyal Phuntsog Namgyal fue coronado como el primer gobernante de Sikkim, en Yuksom. La coronación del rey fue un acontecimiento enorme  y fue coronado por tres lamas reverenciados que llegaron allí de tres direcciones diferentes, concretamente del norte, del oeste y del sur.

## Lista de Chogyals de Sikkim (1642–1975)
| No.. | Reinado   | Retrato | Chogyal (Nacimiento–Muerte)          | Acontecimientos durante reinado |
| ---- | --------- | ------- | ------------------------------------ | --- |
| 1    | 1642–1670 |         | Phuntsog Namgyal (1604–1670)         | Ascendió al trono y fue consagrado como el primer Chogyal de Sikkim. Hizo la capital en Yuksom. |
| 2    | 1670–1700 |         | Tensung Namgyal (1644–1700)          | Cambió la capital de Yuksom a Rabdentse. |
| 3    | 1700–1717 |         | Chakdor Namgyal (1686–1717)          | Su medio-hermana Pendiongmu intentó quitarle el trono a Chakdor, quien huyó a Lhasa, pero fue restablecido como rey con la ayuda de los Tibetanos. |
| 4    | 1717–1733 |         | Gyurmed Namgyal (1707–1733)          | Sikkim fue atacada por Nepalis. |
| 5    | 1733–1780 |         | Phuntsog Namgyal Namgyal (1733–1780) | Nepalis asaltaron la capital en esa época de Rabdentse, Sikkim. |
| 6    | 1780–1793 |         | Tenzing Namgyal (1769–1793)          | Chogyal que huyó a Tíbet, y más tarde murió allí en exilio. |
| 7    | 1793–1863 |         | Tsugphud Namgyal (1785–1863)         | El más largo-reinante Chogyal de Sikkim. Cambió la capital de Rabdentse a Tumlong. Tratado de Titalia en 1817 entre Sikkim e India británica fue firmada donde territorios perdieron a Nepal se dieron a Sikkim. Darjeeling fue regalado a la India británica en 1835. Dos Britons, Dr. Archibald Campbell y Dr. Joseph Dalton Hooker fueron capturados por los Sikkimeses en 1849. Hostilidades entre India británica y Sikkim continuaron y llegaron a un tratado firmado, en que Darjeeling fue cedida al británico Raj. |
| 8    | 1863–1874 |         | Sidkeong Namgyal (1819–1874)         | |
| 9    | 1874–1914 |         | Thutob Namgyal (1860–1914)           | John Claude White nombrado como el primer agente político en Sikkim en 1889. Capital cambiada de Tumlong a Gangtok en 1894. |
| 10   | 1914      |         | Sidkeong Tulku Namgyal (1879–1914)   | El más corto-reinante Chogyal de Sikkim, gobernó desde el 10 de febrero a 5 de diciembre de 1914. Murió de fallo cardíaco, edad 35, en circunstancias más sospechosas. |
| 11   | 1914–1963 |         | Tashi Namgyal (1893–1963)            | Tratado entre India y Sikkim fue firmado en 1950, dando India suzeranía sobre Sikkim. |
| 12   | 1963–1975 |         | Palden Thondup Namgyal (1923–1982)   | El último Chogyal de Sikkim. El país se convirtió en un estado de India, después del referéndum de 1975. |

El hijo del primer matrimonio de Palden Thondup Namgyal, Wangchuk Namgyal (nacido 1 de abril de 1953), fue nombrado el 13º Chogyal después de la muerte de su padre el 29 de enero de 1982, pero la posición ya no confiere ninguna autoridad oficial.

## Bandera real

Bandera real de Sikkim 1877-1975.